# Pornic
 Pornic  es una población y comuna francesa, situada en la región de Países del Loira, departamento de Loira Atlántico, en el distrito de Saint-Nazaire. Es el chef-lieu del cantón de su nombre.

## Clima[7]
| Parámetros climáticos promedio de Pornic (France) | Parámetros climáticos promedio de Pornic (France) | Parámetros climáticos promedio de Pornic (France) | Parámetros climáticos promedio de Pornic (France) | Parámetros climáticos promedio de Pornic (France) | Parámetros climáticos promedio de Pornic (France) | Parámetros climáticos promedio de Pornic (France) | Parámetros climáticos promedio de Pornic (France) | Parámetros climáticos promedio de Pornic (France) | Parámetros climáticos promedio de Pornic (France) | Parámetros climáticos promedio de Pornic (France) | Parámetros climáticos promedio de Pornic (France) | Parámetros climáticos promedio de Pornic (France) | Parámetros climáticos promedio de Pornic (France) |
| Mes                                               | Ene.                                              | Feb.                                              | Mar.                                              | Abr.                                              | May.                                              | Jun.                                              | Jul.                                              | Ago.                                              | Sep.                                              | Oct.                                              | Nov.                                              | Dic.                                              | Anual                                             |
| ------------------------------------------------- | ------------------------------------------------- | ------------------------------------------------- | ------------------------------------------------- | ------------------------------------------------- | ------------------------------------------------- | ------------------------------------------------- | ------------------------------------------------- | ------------------------------------------------- | ------------------------------------------------- | ------------------------------------------------- | ------------------------------------------------- | ------------------------------------------------- | ------------------------------------------------- |
| Temp. máx. abs. (°C)                              | 16.1                                              | 18.8                                              | 25.3                                              | 28.4                                              | 32.5                                              | 37.3                                              | 37.5                                              | 38.1                                              | 33.8                                              | 29.9                                              | 20.8                                              | 16                                                | 38.1                                              |
| Temp. máx. media (°C)                             | 8.7                                               | 10                                                | 12.7                                              | 15                                                | 18.6                                              | 21.7                                              | 24.2                                              | 24.5                                              | 21.8                                              | 17.2                                              | 12.5                                              | 9.6                                               | 16.5                                              |
| Temp. media (°C)                                  | 6.3                                               | 7                                                 | 9.2                                               | 10.9                                              | 14.4                                              | 17.2                                              | 19.5                                              | 19.7                                              | 17.3                                              | 13.7                                              | 9.6                                               | 7.2                                               | 12.8                                              |
| Temp. mín. media (°C)                             | 3.8                                               | 3.9                                               | 5.5                                               | 6.8                                               | 10.2                                              | 12.8                                              | 14.8                                              | 14.8                                              | 12.8                                              | 10.1                                              | 6.6                                               | 4.8                                               | 9                                                 |
| Temp. mín. abs. (°C)                              | -10.5                                             | -11.2                                             | -6.8                                              | -3                                                | 2.5                                               | 5                                                 | 7                                                 | 7.5                                               | 3                                                 | -0.6                                              | -5                                                | -8                                                | -11.2                                             |
| Precipitación total (mm)                          | 72                                                | 72.8                                              | 51                                                | 49.8                                              | 55.1                                              | 36.9                                              | 33.6                                              | 27.3                                              | 65.6                                              | 78.6                                              | 87.4                                              | 77.9                                              | 708                                               |
| Fuente: Météo climat stats «Clima de Pornic».     |                                                   |                                                   |                                                   |                                                   |                                                   |                                                   |                                                   |                                                   |                                                   |                                                   |                                                   |                                                   |                                                   |

## Demografía
| 948                       | 806 | 834 | 1 040 | 1 106 | abs. | 1 324 | 1 505 | 1 497 | 1 494 | 1 608 | 1 630 | 1 732 | 1 666 | 1 809 | 1 9 | 1 980 | 2 017 | 2 034 | 2 004 | 2 101 | 1 957 | 2 001 | 1 910 | 2 015 | 2 358 | 2 460 | 2 759 | 2 795 | 8 154 | 8 704 | 9 815 | 11 903 | 13 906 |
| (Fuente: INSEE y Cassini) |     |     |       |       |      |       |       |       |       |       |       |       |       |       |     |       |       |       |       |       |       |       |       |       |       |       |       |       |       |       |       |        |        |